# Inhassoro

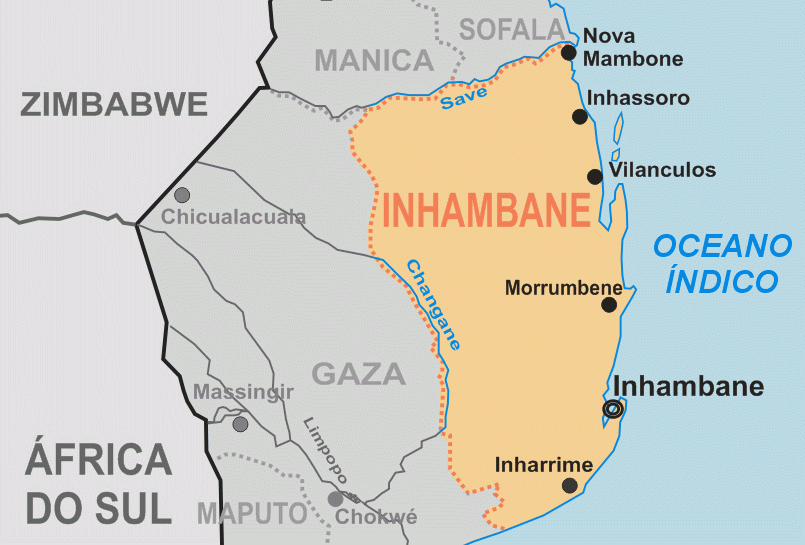
La ciudad de Inhassoro en el mapa de Inhambane.

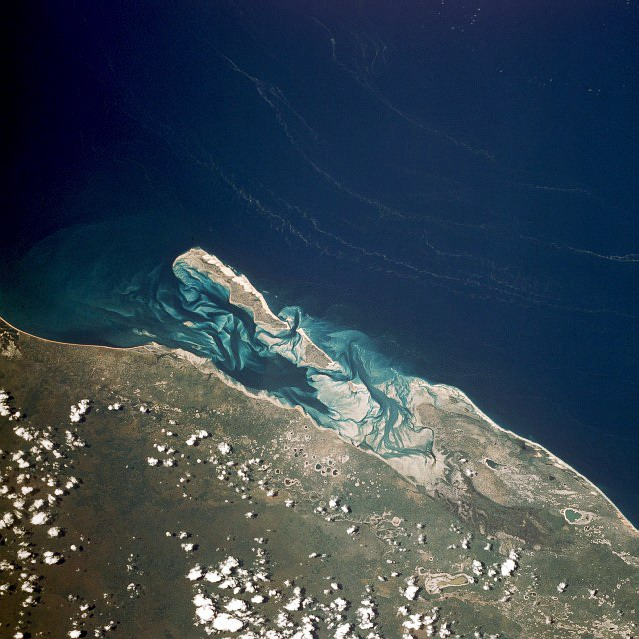
Bazaruto vista desde el espacio.

Inhassoro es un distrito y el nombre de su capital situado en la zona septentrional provincia de Inhambane, en Mozambique. 

## Características
Limita al norte con el distrito de Govuro, al este con el Océano Índico, al sur con los distritos de Vilanculos, Massinga y Funhalouro, y al este con el de Mabote.
Tiene una superficie de 4.746 km² y según el censo de 2007 una población de 48.537 habitantes, lo cual arroja una densidad de 10,2 habitantes/km². Se ha presentado un aumento de 11,8% con respecto a los 43.406 habitantes registrados en 1997. 
Frente a sus costas se encuentra la muy turística isla de Bazaruto, perteneciente al Archipiélago de Bazaruto.

## División administrativa
Este distrito formado por cinco localidades, se divide en dos puestos administrativos (posto administrativo), con la siguiente población censada en 2005:
- Inhassoro, sede, 49 760 (Maimelane, Nhapele y Cometela).
- Bazaruto, 2 516.